# Johannes Völling
Johannes Völling (* 27. Juli 1922 in Duisburg; † 26. November 2002 in Düsseldorf) war ein deutscher Bankmanager und von 1978 bis 1981 Vorstandsvorsitzender der WestLB.
Völling entstammte einer katholischen Familie und absolvierte das Abitur 1940 in seiner Heimatstadt Duisburg. Er begann dann ein Jura-Studium, wurde aber bald darauf eingezogen und diente als Wehrmachtssoldat. 1945 setzte er sein Studium in Köln fort, erhielt 1949 dort den juristischen Doktorgrad und legte 1950 das Zweite Juristische Staatsexamen ab.
Völling ging dann zunächst zur Industriekreditbank AG in Düsseldorf, wechselte aber noch 1950 zur Stadtsparkasse Düsseldorf. Hier stieg er 1955 zum Abteilungsleiter auf, gelangte im selben Jahr in den Vorstand der Stadtsparkasse Bremerhaven und war dann, von 1957 bis 1965 im Vorstand der Stadtsparkasse Duisburg tätig. 1965 ging er zur Rheinischen Girozentrale und Provinzialbank, die sich 1969 mit der Landesbank von Westfalen zur Westdeutschen Landesbank (WestLB) zusammenschloss. Bei der WestLB hatte Völling den Posten des stellvertretenden Vorstandsvorsitzenden inne und war damit der mächtigste Mann des Unternehmens neben Ludwig Poullain.
Am 23. Dezember 1977 musste Poullain nach einer Bestechungsaffäre aus der WestLB ausscheiden. Der Verwaltungsrat der Bank ernannte daraufhin am 23. Januar 1978 Völling zu Poullains Nachfolger. Nach der Poullain-Affäre blieb die WestLB auch unter Völling zunächst vor allem durch Skandale und Negativschlagzeilen im Blickfeld der Öffentlichkeit – zu nennen ist etwa der Konkurs der Beton- und Monierbau A-G im Jahre 1979, sowie die anhaltend schlechten wirtschaftlichen Daten der Bank: Das Betriebsergebnis halbierte sich nahezu binnen zwei Jahren von 1978 bis 1980 von 468 Mio. auf 260 Mio. DM. Für das Geschäftsjahr 1980 musste die Bank auf die Auszahlung einer Dividende an ihre Eigentümer verzichten. Diese Situation führte dann im Juli 1981 dazu, dass Völling auf eine weitere Tätigkeit im Vorstand verzichtete.
Völling war SPD-Mitglied, verheiratet und hatte keine Kinder.